# Николай Германус
Никола́й Герма́нус, Никола́й Герма́нец, До́ннус Никола́ус Герма́нус (лат. Donnus Nicolaus Germanus) — немецкий космограф XV века, монах-бенедиктинец. В 1466 выполнил чертежи карты Клавдия Птолемея, пользуясь латинским переводом его «Географии». Картограф Николай выполнил чертежи птолемеевых карт в трапециевидной проекции. В 1477 по чертежам мастера Николая карты были гравированы и изданы в Болонье тиражом 500 экземпляров. Позднее «птолемеевы карты» на основе чертежей немецкого мастера Николая неоднократно переиздавались с незначительными изменениями в ряде городов Европы на протяжении XV — XVI веков.

### Ранняя история
Долгое время знаменитый трактат Клавдия Птолемея «География» в восьми книгах считался утраченным. В XIII веке птолемеевскую «Географию» обнаружил византийский монах Максим Плануд; 26 карт и одна «Космография» — всего 27 изображений, которые иллюстрировали текст географического описания Мира, отсутствовали и не найдены до сих пор. После падения Константинополя в 1453, когда турки захватили город, бежавшие греки вывезли трактат и позднее он оказался в библиотеке Ватикана. Не имея под рукой утерянных географических карт Клавдия Птолемея, мастер Николай воспроизвел птолемеевы карты на чертеже, используя латинское написание изображенных географических объектов.